# چاهو (خمیر)
چاهو (خمیر)، روستایی از توابع بخش رویدر شهرستان خمیر در استان هرمزگان ایران است.

## جمعیت
این روستا در دهستان رودبار قرار دارد و براساس سرشماری مرکز آمار ایران در سال ۱۳۸۵، جمعیت آن ۳۸ نفر (۶خانوار) بوده‌است.